# Ben Coates
Pour les articles homonymes, voir Coates.
(en) Statistiques sur pro-football-reference
Ben Terrence Coates, né le 16 août 1969 à Greenwood, est un joueur américain de football américain.
Ce tight end a joué pour les Patriots de la Nouvelle-Angleterre (1991–1999) et les Ravens de Baltimore (2000) en National Football League (NFL).
Il a remporté le Super Bowl XXXV et fait partie de l'équipe NFL de la décennie 1990.